# Gustav Wülfke
Gustav Wülfke (* 1840 in Husum; † 13. August 1904 in Zürich) war ein hauptsächlich in der Schweiz tätiger Architekt.

## Ausbildung und wichtigste Werke

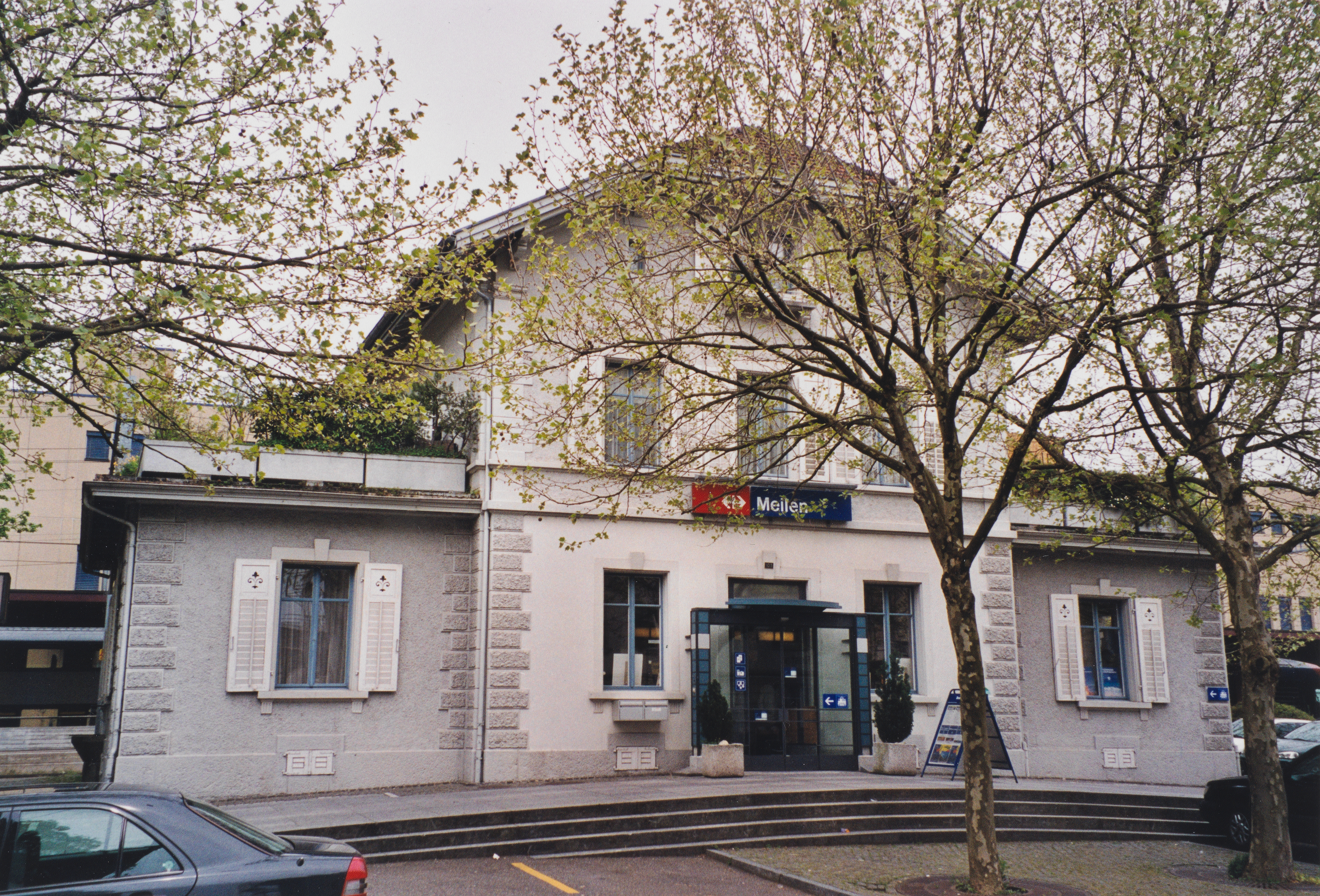
Bahnhof Meilen, 1894 (Bild 2001)

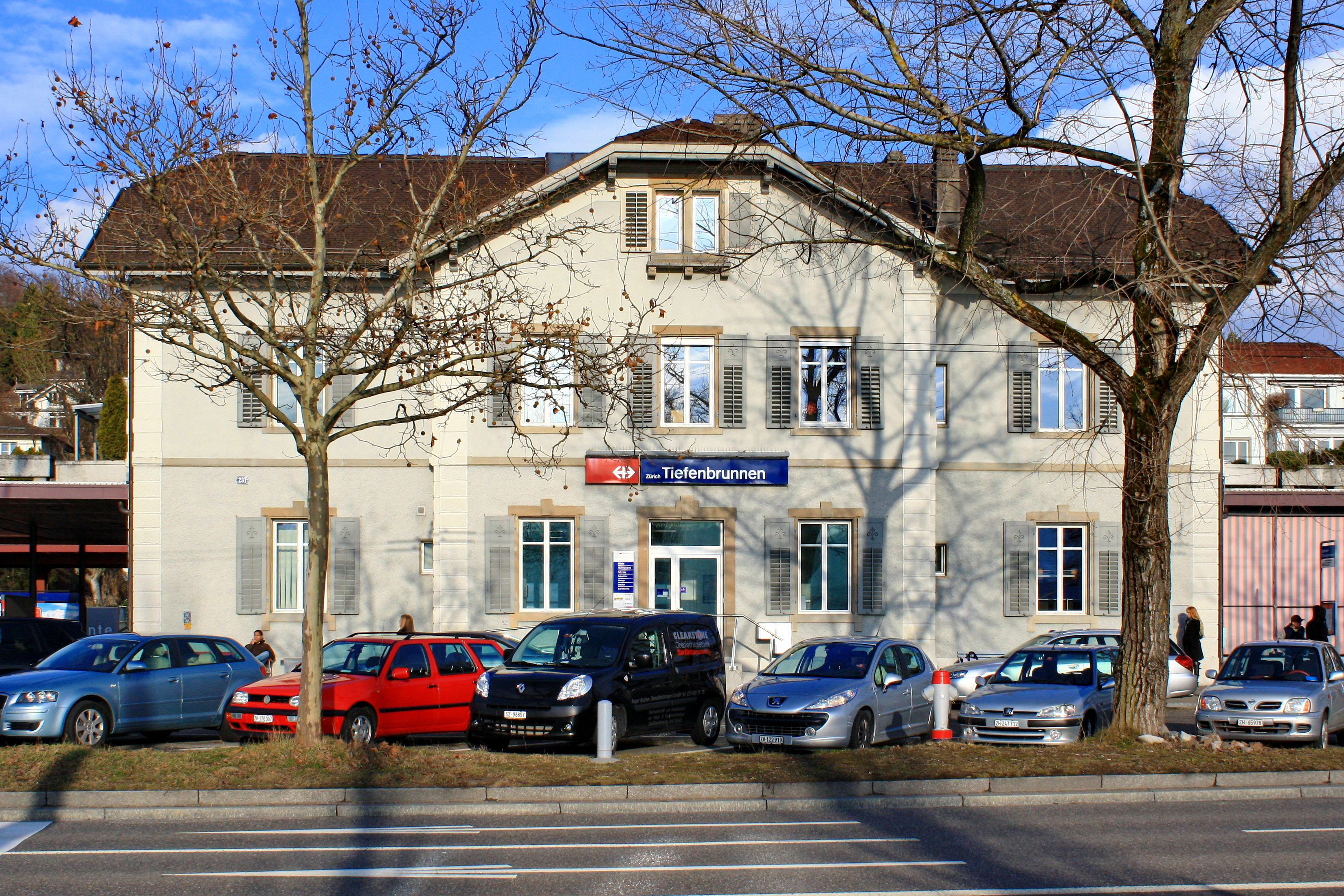
Bahnhof Zürich Tiefenbrunnen, 1894 (Bild 2010)

Wülfke studierte zwischen 1861 und 1864 bei Gottfried Semper am Zürcher Polytechnikum. Die rege Bautätigkeit bei den schweizerischen Bahnen zum Ende des 19. Jahrhunderts veranlasste Wülfke, in das technische Betriebsbüro der Schweizerischen Nordostbahn einzutreten, in dem er bis 1875, in der letzten Zeit als Leiter der Hochbauabteilung, tätig war. 1875 wurde er Geschäftsführer der Baufirma Näff & Zschokke in Aarau und Zürich und später Teilhaber der aus dieser Firma hervorgegangenen Zschokke & Cie. AG. Im Rahmen dieser Tätigkeit führte er u. a. die Bauarbeiten am Hotel National und an der Zürcher Börse. Am 1. Januar 1890 berief Nordostbahn-Oberingenieur R. Moser Wülfke wieder als Leiter der Hochbauabteilung ein. Im Rahmen dieser Funktion entwarf er sämtliche Bahnhofbauten an der Linie Eglisau–Neuhausen und an der rechtsufrigen Zürichseebahn. Darunter befinden sich u. a. das schützenswerte Aufnahmegebäude des Bahnhofs Stadelhofen aus dem Jahr 1893 und jenes des Bahnhofs Tiefenbrunnen aus den Jahren 1893–1894 in Zürich, sowie kleinere Bahnhöfe mit Stationsgebäude und separatem Güterschuppen wie z. B. den Bahnhof Meilen.